# IV (album de Godsmack)
Pour les articles homonymes, voir IV.
Albums de Godsmack
Faceless
(2003) The Oracle
(2010)
IV est le quatrième album studio de la formation Godsmack. L'album est sorti le 25 avril 2006.

## Titres
1. Livin' in Sin – 4:40
2. Speak – 3:57
3. The Enemy – 4:07
4. Shine Down – 5:02
5. Hollow – 4:32
6. No Rest for the Wicked – 4:36
7. Bleeding Me – 3:38
8. Voodoo Too – 5:26
9. Temptation – 4:06
10. Mama – 5:14
11. One Rainy Day – 7:20

## Certifications
| Pays              | Certification | Unités certifiées |
| ----------------- | ------------- | ----------------- |
| États-Unis (RIAA) | Or            | 500 000           |